# Bathory (musikgrupp)
Bathory var ett svenskt black/viking metal-band från Stockholm som existerade mellan 1983 och 2004. Den huvudsakliga medlemmen var Thomas Forsberg (Quorthon). Bathory tillhörde den "första vågen" av black metal, som i huvudsak utgjordes av just Bathory och Venom. Bathory har influerat många av den "andra vågens" black metal-band som blev stora på 90-talet, som till exempel Mayhem.
Bathorys karriär kan delas in i två olika delar, black metal-perioden och viking metal-perioden.
Bandet blev 2021 invalt i Swedish Music Hall of Fame.

## Medlemmar
Senaste medlemmar
- Quorthon (Thomas Börje Forsberg) – sång, alla instrument, musik och text (1983–2004; död 2004)[6]

Tidigare medlemmar
- Vans McBurger (Jonas Åkerlund) – trummor (1983–1984)
- Fredrric Hanoi (Frederick Melander) – basgitarr (1983–1984)
- The Animal (Bjørn Kristensen) – sång (1983)
- Stefan Larsson – trummor (1984–1986)
- Adde (Andreas Johansson) – basgitarr (1985)
- Pålle (Paul Lundburg) – trummor (1986–1987)
- Vvornth – trummor (1988–1996) (Vvornth var namnet på diverse musiker som spelade i Bathory)
- Kothaar – basgitarr (1988–1996) (Kothaar var namnet på diverse musiker som spelade i Bathory)

## Diskografi
Studioalbum
- Bathory (1984)
- The Return of the Darkness and Evil (1985)
- Under the Sign of the Black Mark (1987)
- Blood Fire Death (1988)
- Hammerheart (1990)[3][4]
- Twilight of the Gods (1991)
- Requiem (1994)
- Octagon (1995)
- Blood on Ice (1996)
- Destroyer of Worlds (2001)
- Nordland I (2002)
- Nordland II (2003)

Samlingsalbum
- Jubileum Volume I (1993)
- Jubileum Volume II (1993)
- Jubileum Volume III (1998)
- Katalog (2003)
- Nordland I & II (2003)
- In Memory of Quorthon (Samlingsbox; 2006)
- In Memory of Quorthon Vol I (2006)
- In Memory of Quorthon Vol II (2006)
- In Memory of Quorthon Vol III (2006)

Annat
- Scandinavian Metal Attack (1984) (delat album: Bathory / Oz / Zero Nine / Trash / Spitfire)
- Scandinavian Metal Attack II (1985) (delat album: Bathory / Oz / Biscaya / Trash / Mentzer / Highscore)